# Jennifer Tank
Jennifer Tank detta Jenny (11 dicembre 1985) è un'ex sciatrice alpina tedesca.

## Biografia
Attiva in gare FIS dal dicembre del 2000, in Coppa Europa la Tank esordì il 1º febbraio 2002 a Lenggries in slalom speciale, senza completare la prova, e ottenne il miglior piazzamento il 26 gennaio 2004 a Roccaraso in slalom gigante (16ª); il 7 febbraio successivo disputò la sua unica gara in Coppa del Mondo, a Zwiesel nella medesima specialità senza completare la prova, e prese per l'ultima volta il via in Coppa Europa il 18 gennaio 2005 a Courchevel ancora in slalom gigante (45ª). Si ritirò durante la stagione 2008-2009 e la sua ultima gara fu uno slalom speciale universitario disputato il 7 febbraio a Winter Park, chiuso dalla Tank al 18º posto; non prese parte a rassegne olimpiche o iridate.

## Palmarès

### Coppa Europa
- Miglior piazzamento in classifica generale: 137ª nel 2004

### Campionati tedeschi
- 1 medaglia:
  - 1 bronzo (slalom speciale nel 2003)